# جينو بورسوي
جينو بورسوي (بالإيطالية: Gino Borsoi)‏ هو متسابق دراجات نارية إيطالي سابق. نافس في سباقات بطولة العالم لفئة 125 سي سي.

## روابط خارجية
- جينو بورسوي على موقع MotoGP.com (الإنجليزية)
- جينو بورسوي على موقع CONI honoured athlete website (الإيطالية)